# Laemophloeus monilis
Laemophloeus monilis is een keversoort uit de familie dwergschorskevers (Laemophloeidae). De wetenschappelijke naam van de soort werd in 1787 gepubliceerd door Johann Christian Fabricius.